# ریگ‌چشمه پایین
ریگ‌چشمه پایین، روستایی از توابع بخش مرکزی شهرستان مینودشت در استان گلستان در ایران است.

## جمعیت
این روستا در دهستان قلعه قافه قرار داشته و بر اساس سرشماری سال ۱۳۸۵ جمعیت آن ۱۱۱ نفر (۳۰ خانوار)
بوده است.